# Revolució de Febrer de 1917

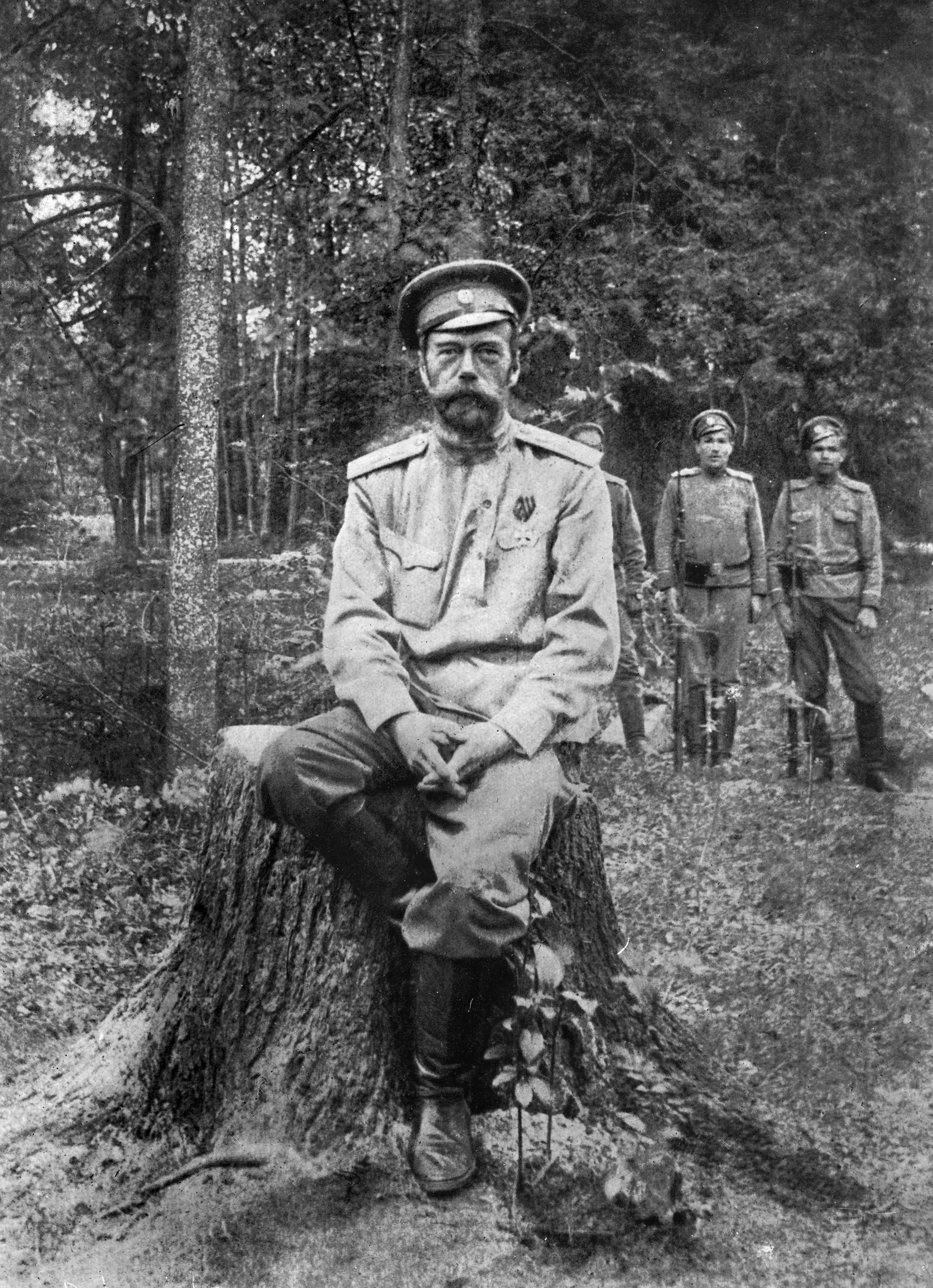
Nicolau II en març de 1917, poc després d'haver abdicat.

La Revolució de Febrer de 1917 que va tenir lloc a Rússia, va marcar la primera etapa de la Revolució russa de 1917. Va provocar l'abdicació del tsar Nicolau II.

## Antecedents
La revolució va néixer com una reacció a la política realitzada pel tsar, en particular, la implicació directa de Rússia en la Primera Guerra Mundial, a la qual s'oposava una aliança en major part liberal formada per reformistes polítics qui volien establir una assemblea constituent escollida democràticament. El règim naixent va resultar d'una aliança entre liberals i socialistes, creant un executiu triat democràticament i una assemblea constituent.

## La revolució
En la primera meitat de febrer de 1917, l'inici d'una fam va provocar revoltes a la capital Petrograd. El 18 de febrer del Calendari julià), la fàbrica més gran de Petrograd, la factoria Putilov, va anunciar una vaga; es va disparar als vaguistes i algunes botigues van tancar, cosa que va provocar insurreccions en altres centres de producció. El 23 de febrer del Calendari julià) (8 de març del Calendari gregorià), es van celebrar una sèrie de mítings i manifestacions amb motiu del Dia Internacional de la Dona que progressivament van prendre un fort to polític i econòmic. Arribat un moment, es va enviar un batalló de soldats a la ciutat per a apaivagar l'aixecament, però molts d'ells no sols van preferir desertar sinó que es van rebel·lar contra els seus comandaments. Aquests esdeveniments van obligar Nicolau II a abdicar el 2 de març del Calendari julià (15 de març del Calendari gregorià).

## Conseqüències
Després de frustrar-se la primera intenció del tsar de cedir el poder al seu germà petit, el Duc Mikhaïl Alexandrovitx, es va formar un govern provisional que duraria fins que se celebressin eleccions per a la creació d'una assemblea constituent. Paral·lelament, reaparegué el Soviet de Petrograd, una organització popular que havia fet la seva primera aparició durant la revolució russa de 1905. L'aparició dels soviets creà una situació de poder dual difícil d'articular, ja que ambdós organismes aviat competiran pel poder, duent al país al caos administratiu. El Govern Provisional Rus que va reemplaçar al tsar va estar dirigit inicialment per un aristòcrata, el príncep Georgy Jevguénievich Lvov, qui va prometre unes reformes socials i polítiques que va incomplir.
Després que el seu govern fracassés, va ser succeït per un socialista, Aleksandr Kérenski. Per tal com va prosseguir la participació de Rússia en la Gran Guerra, Kérenski va ser incapaç de tractar els problemes als quals s'enfrontava el país. L'assetjament des de la dreta (exemplificat en el Cas Kornilov) i l'esquerra (principalment de mà dels bolxevics) va posar al govern sota una creixent pressió. El retorn de Lenin a Rússia l'abril va enfortir la posició dels bolxevics i va radicalitzar l'escena política, especialment amb la publicació de les seves famoses Tesis d'Abril. L'1 de març de 1917, el Soviet dels Representants dels Treballadors i Soldats de Petrograd va exposar el seu Ordre Número 1, que exhortava als militars a obeir les seves ordres en lloc de les del govern provisional.
Com que després de l'abdicació del Tsar forçada pel triomf de la Revolució de Febrer, el Govern Provisional constituït a Rússia sota la presidència primer del príncep Lvov i després del dirigent socialrevolucionari Aleksandr Kérenski, va decidir continuar la guerra dins de les potències de l'Entesa, el Govern Imperial Alemany va decidir intentar aconseguir la victòria al Front de l'Est aprofitant el sentiment antibel·licista existent a Rússia; per això, va permetre al dirigent bolxevic Lenin viatjar en un vagó de tren segellat des de Suïssa, on residia, cap a Rússia passant per Alemanya, Suècia i Finlàndia. En tornr, el 3 d'abril de 1917 va publicar les "Tesis d'abril" en el diari Pravda.
Les diferències entre el Soviet de Petrograd i el Govern Provisional es van anar agreujant amb el desgast produït en la guerra. Mentre l'opinió pública clamava per la fi de la guerra, el govern provisional era partidari de continuar-la. Els soviets estaven dividits, mentre que els bolxevics estaven totalment en contra de la guerra, els altres partits no volien la rendició russa. En aquest escenari es produïxen les Jornades de Juliol, durant les quals una gran multitud va sortir als carrers a demanar la fi de la guerra i el traspàs de "tot el poder als soviets". A l'agost l'intent de cop d'estat per part del general Lavr Kornilov va donar vigor als moviments intransigents d'esquerra i acabà d'afeblir el Govern Provisional. Al final, el règim instigat per la Revolució de Febrer seria reemplaçat per la força durant la Revolució d'Octubre.